# 김포골드라인운영 1000호대 전동차
김포골드라인운영 1000호대 전동차는 2019년 9월 28일, 김포 도시철도 개통과 함께 운행하고 있는 김포골드라인운영의 경전철이다. 현재 총 2량 28개 편성(56량)이 운행하고 있다. 또한 우이신설 도시철도 전동차를 기반으로 제작하였으나 전면부,도색 등에서 차이를 보인다.

## 도입 역사
이 전동차는 김포 도시철도 개통에 대비하여 28편성 56량이 먼저 도입되었다. 심각한 혼잡 문제로 인하여 김포시는 현대로템과 수의 계약으로 5편성 10량을 2024년 12월까지 순증차 하기로 하였으나, 이후 계획을 바꾸어 2024년 9월까지 6편성 12량을 순증차 하기로 결정되었다.

## 배속
- GL101~GL129편성: 김포한강차량사업소, 2량

## 현재 운행 구간
- ● 김포 도시철도: 양촌 ~ 김포공항

## 현황
| 차호       | 도입 시기 | 운행 중단 시기 | 비고 |
| ---------- | --------- | -------------- | ---- |
| GL101 편성 | 2017년    | 운행 중        |      |
| GL102 편성 | 2017년    | 운행 중        |      |
| GL103 편성 | 2017년    | 운행 중        |      |
| GL104 편성 | 2017년    | 운행 중        |      |
| GL105 편성 | 2017년    | 운행 중        |      |
| GL106 편성 | 2017년    | 운행 중        |      |
| GL107 편성 | 2017년    | 운행 중        |      |
| GL108 편성 | 2017년    | 운행 중        |      |
| GL109 편성 | 2017년    | 운행 중        |      |
| GL110 편성 | 2017년    | 운행 중        |      |
| GL111 편성 | 2017년    | 운행 중        |      |
| GL112 편성 | 2017년    | 운행 중        |      |
| GL113 편성 | 2017년    | 운행 중        |      |
| GL114 편성 | 2017년    | 운행 중        |      |
| GL115 편성 | 2017년    | 운행 중        |      |
| GL116 편성 | 2017년    | 운행 중        |      |
| GL117 편성 | 2017년    | 운행 중        |      |
| GL118 편성 | 2017년    | 운행 중        |      |
| GL119 편성 | 2017년    | 운행 중        |      |
| GL120 편성 | 2017년    | 운행 중        |      |
| GL121 편성 | 2017년    | 운행 중        |      |
| GL122 편성 | 2017년    | 운행 중        |      |
| GL123 편성 | 2017년    | 운행 중        |      |
| GL124 편성 | 2023년    | 운행 중        |      |
| GL125 편성 | 2023년    | 운행 중        |      |
| GL126 편성 | 2023년    | 운행 중        |      |
| GL127 편성 | 2023년    | 운행 중        |      |
| GL128 편성 | 2023년    | 운행 중        |      |
| GL129 편성 | 2024년    | 운행 중        |      |
| GL130 편성 | 2026년    | 제작 예정      |      |
| GL131 편성 | 2026년    | 제작 예정      |      |
| GL132 편성 | 2026년    | 제작 예정      |      |
| GL133 편성 | 2026년    | 제작 예정      |      |
| GL134 편성 | 2026년    | 제작 예정      |      |

## 사진

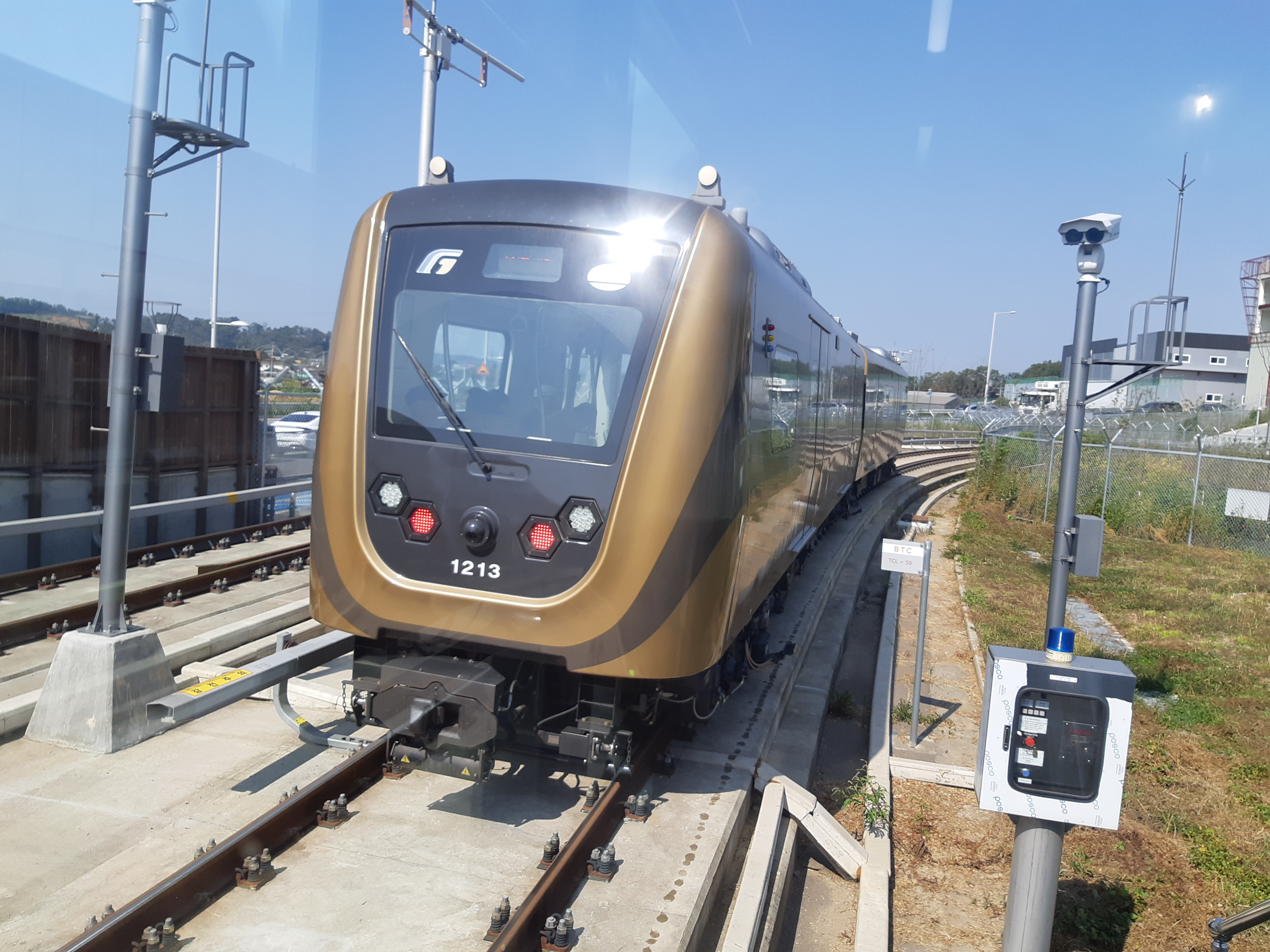
GL113편성
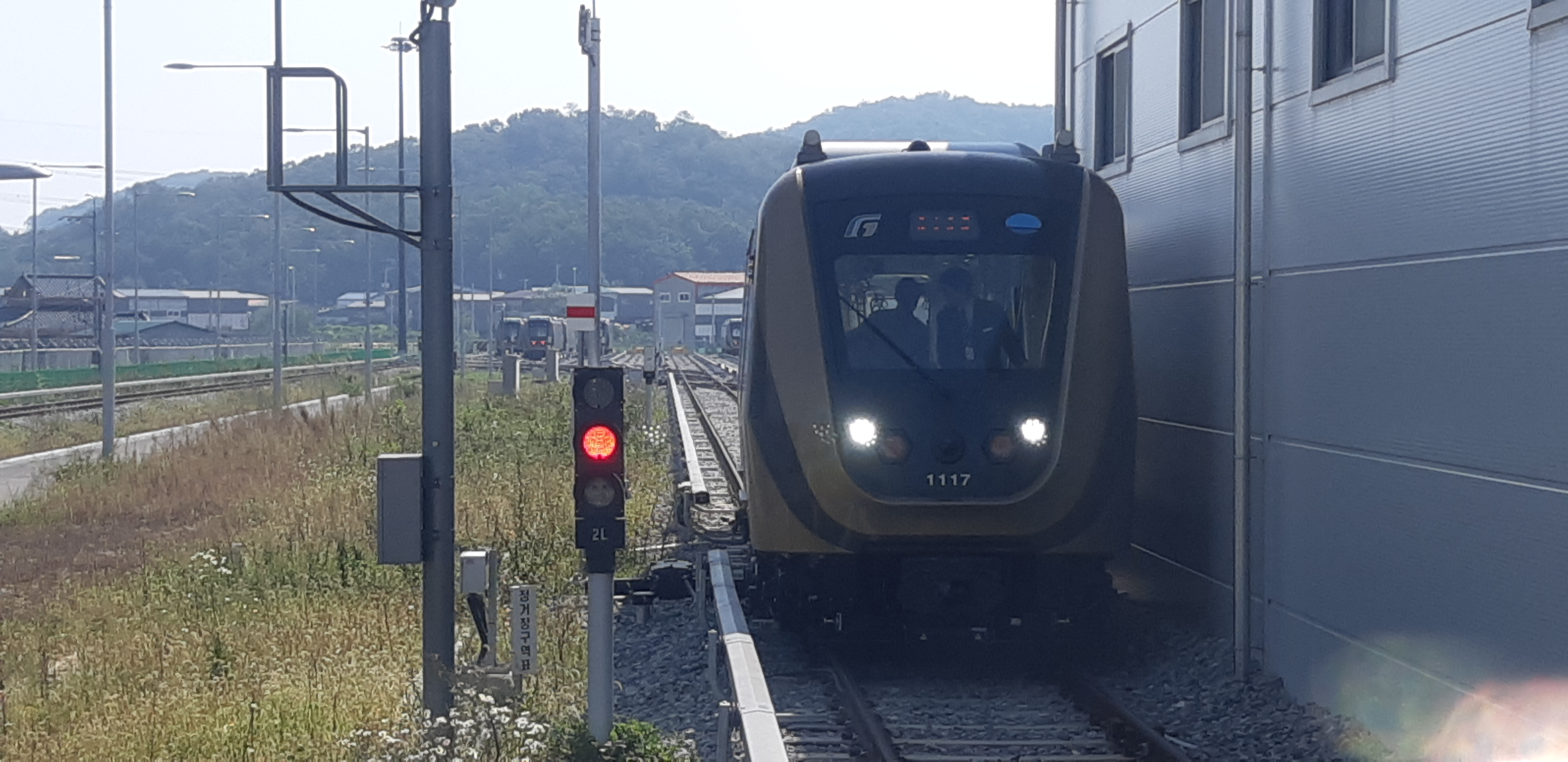
GL117편성

## 같이 보기
- 김포 도시철도
- 김포골드라인운영